# 埃里克·德洛奈
埃里克·德洛奈（法語：Éric Delaunay，1987年12月4日—），法国男子射击运动员，2011年欧洲射击锦标赛男子双向飞碟金牌得主和男子双向飞碟团体铜牌得主、2014年世界射击锦标赛男子双向飞碟团体铜牌得主、2018年世界射击锦标赛男子双向飞碟团体金牌得主。